# Valeriana grandifolia
Valeriana grandifolia là một loài thực vật có hoa trong họ Kim ngân. Loài này được Phil. miêu tả khoa học đầu tiên năm 1858.